# Stieg 18 (Quedlinburg)

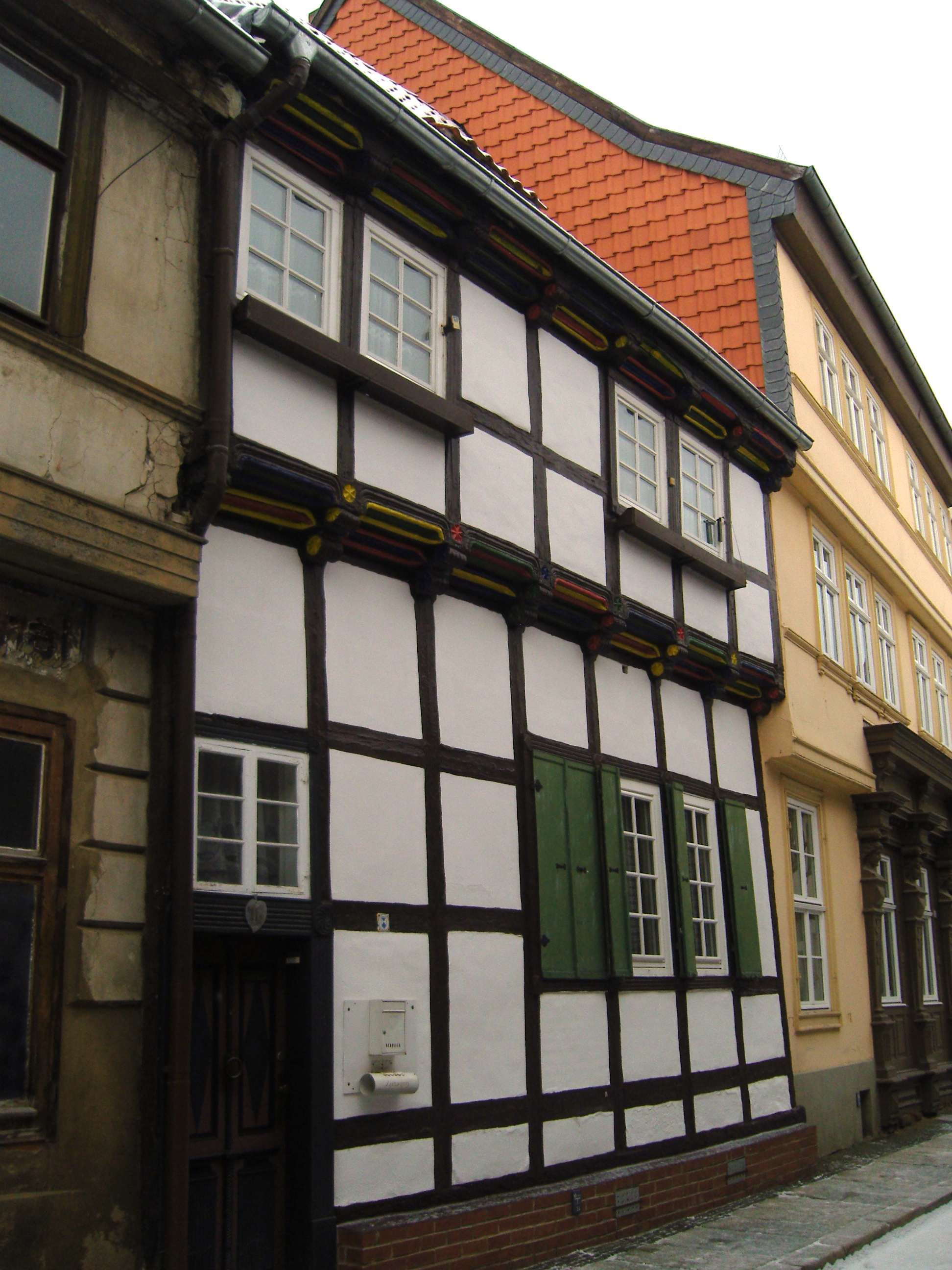
Haus Stieg 18

Das Haus Stieg 18 ist ein denkmalgeschütztes Gebäude in der Stadt Quedlinburg in Sachsen-Anhalt.

## Lage
Es befindet sich östlich des Marktplatzes der Stadt und gehört zum UNESCO-Weltkulturerbe. Im Quedlinburger Denkmalverzeichnis ist es als Wohnhaus eingetragen. Östlich grenzt das gleichfalls denkmalgeschützte Haus Stieg 17, westlich das Haus Stieg 19 an.

## Architektur und Geschichte
Das zweigeschossige Fachwerkhaus stammt aus der zweiten Hälfte des 16. Jahrhunderts. Die Fachwerkfassade ist mit walzenförmigen Balkenköpfen, Rosetten und Schiffskehlen verziert. Im 18. und 19. Jahrhundert wurden die Tür und die Fenster des Gebäudes verändert.